# Argilliers
Argilliers [aʁʒilje] est une commune française située dans l'est du département du Gard, en région Occitanie.
Exposée à un climat méditerranéen, elle est drainée par le Grand Vallat et par divers autres petits cours d'eau. Elle est incluse dans les gorges du Gardon.
Argilliers est une commune rurale qui compte 441 habitants en 2022, après avoir connu une forte hausse de la population depuis 1962. Elle fait partie de l'aire d'attraction d'Uzès. Ses habitants sont appelés les Argilliérois et Argilliéroises.
Le patrimoine architectural de la commune comprend deux  immeubles protégés au titre des monuments historiques : le château de Castille, classé en 1983 puis inscrit en 2006, et l'aqueduc de Nîmes, inscrit  en 1997.

## Géographie

### Localisation
Les communes limitrophes sont  Collias, Saint-Maximin, Saint-Siffret et Vers-Pont-du-Gard.
|               | Saint-Siffret | Vers-Pont-du-Gard |
| Saint-Maximin | Argilliers    | Vers-Pont-du-Gard |
| Collias       |               | Vers-Pont-du-Gard |

### Climat
Pour des articles plus généraux, voir Climat de l'Occitanie et Climat du Gard.
En 2010, le climat de la commune est de type climat méditerranéen franc, selon une étude s'appuyant sur une série de données couvrant la période 1971-2000. En 2020, Météo-France publie une typologie des climats de la France métropolitaine dans laquelle la commune est exposée à un climat méditerranéen et est dans la région climatique Provence, Languedoc-Roussillon, caractérisée par une pluviométrie faible en été, un très bon ensoleillement (2 600 h/an), un été chaud (21,5 °C), un air très sec en été, sec en toutes saisons, des vents forts (fréquence de 40 à 50 % de vents > 5 m/s) et peu de brouillards.
Pour la période 1971-2000, la température annuelle moyenne est de 14 °C, avec une amplitude thermique annuelle de 17,5 °C. Le cumul annuel moyen de précipitations est de 762 mm, avec 6,2 jours de précipitations en janvier et 3 jours en juillet. Pour la période 1991-2020, la température moyenne annuelle observée sur la station météorologique la plus proche, située sur la commune d'Uzès à 7 km à vol d'oiseau, est de 14,5 °C et le cumul annuel moyen de précipitations est de 809,4 mm,. Pour l'avenir, les paramètres climatiques de la commune estimés pour 2050 selon différents scénarios d'émission de gaz à effet de serre sont consultables sur un site dédié publié par Météo-France en novembre 2022.

### Milieux naturels et biodiversité

#### Espaces protégés
La protection réglementaire est le mode d’intervention le plus fort pour préserver des espaces naturels remarquables et leur biodiversité associée,.
La commune fait également partie des gorges du Gardon, un territoire  reconnu réserve de biosphère par l'UNESCO en 2015 pour l'importante biodiversité qui la caractérise, mariant garrigues, plaines agricoles et yeuseraies,.

## Urbanisme

### Typologie
Au 1er janvier 2024, Argilliers est catégorisée commune rurale à habitat dispersé, selon la nouvelle grille communale de densité à sept niveaux définie par l'Insee en 2022.
Elle est située hors unité urbaine. Par ailleurs la commune fait partie de l'aire d'attraction d'Uzès, dont elle est une commune de la couronne,. Cette aire, qui regroupe 18 communes, est catégorisée dans les aires de moins de 50 000 habitants,.

### Occupation des sols
L'occupation des sols de la commune, telle qu'elle ressort de la base de données européenne d’occupation biophysique des sols Corine Land Cover (CLC), est marquée par l'importance des territoires agricoles (48 % en 2018), en diminution par rapport à 1990 (54,5 %). La répartition détaillée en 2018 est la suivante : 
cultures permanentes (31,5 %), milieux à végétation arbustive et/ou herbacée (31,1 %), forêts (14,4 %), terres arables (8,9 %), zones agricoles hétérogènes (7,6 %), zones urbanisées (6,5 %). L'évolution de l’occupation des sols de la commune et de ses infrastructures peut être observée sur les différentes représentations cartographiques du territoire : la carte de Cassini (XVIIIe siècle), la carte d'état-major (1820-1866) et les cartes ou photos aériennes de l'IGN pour la période actuelle (1950 à aujourd'hui).

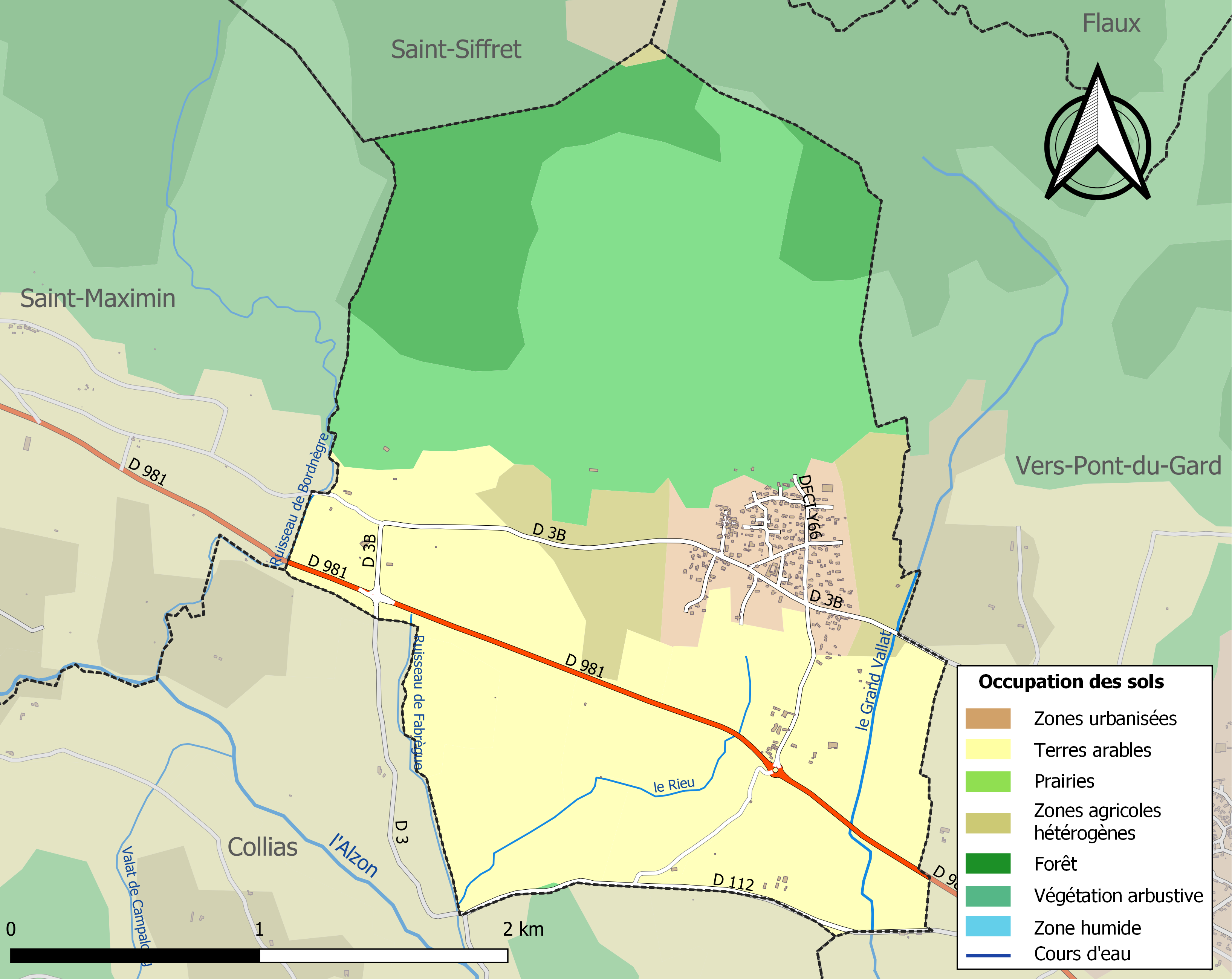
Carte des infrastructures et de l'occupation des sols de la commune en 2018 (CLC).

### Risques majeurs
Le territoire de la commune d'Argilliers est vulnérable à différents aléas naturels : météorologiques (tempête, orage, neige, grand froid, canicule ou sécheresse), inondations, feux de forêts et séisme (sismicité modérée). Un site publié par le BRGM permet d'évaluer simplement et rapidement les risques d'un bien localisé soit par son adresse soit par le numéro de sa parcelle.
Certaines parties du territoire communal sont susceptibles d’être affectées par le risque d’inondation par débordement de cours d'eau et par une crue torrentielle ou à montée rapide de cours d'eau, notamment La commune a été reconnue en état de catastrophe naturelle au titre des dommages causés par les inondations et coulées de boue survenues en 1982, 1987, 1988, 1995, 1998 et 2002,.

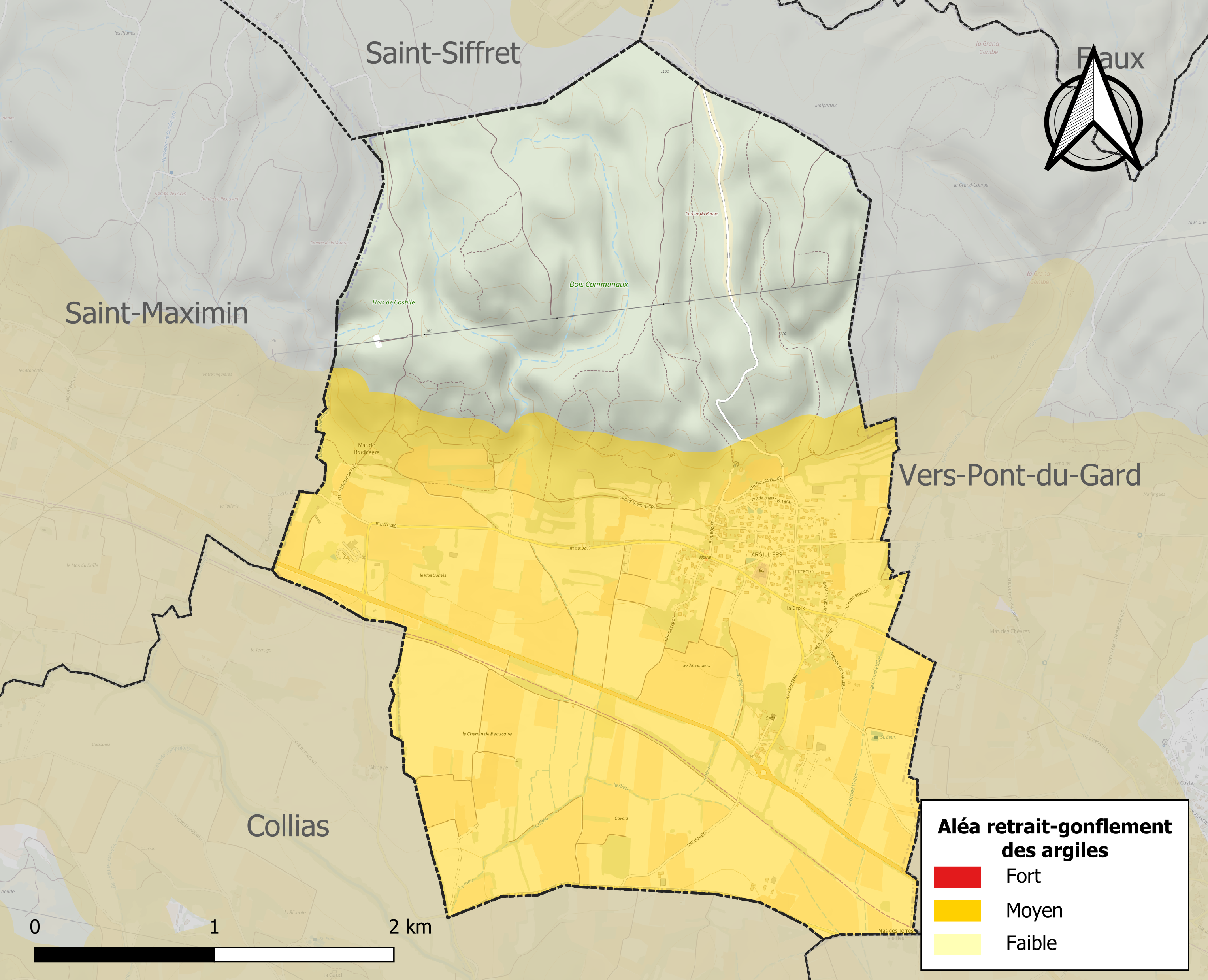
Carte des zones d'aléa retrait-gonflement des sols argileux d'Argilliers.

Le retrait-gonflement des sols argileux est susceptible d'engendrer des dommages importants aux bâtiments en cas d’alternance de périodes de sécheresse et de pluie. 61,7 % de la superficie communale est en aléa moyen ou fort (67,5 % au niveau départemental et 48,5 % au niveau national). Sur les 202 bâtiments dénombrés sur la commune en 2019, 202 sont en aléa moyen ou fort, soit 100 %, à comparer aux 90 % au niveau départemental et 54 % au niveau national. Une cartographie de l'exposition du territoire national au retrait gonflement des sols argileux est disponible sur le site du BRGM,.
Par ailleurs, afin de mieux appréhender le risque d’affaissement de terrain, l'inventaire national des cavités souterraines permet de localiser celles situées sur la commune.

## Toponymie
Le nom de la localité est attesté sous la forme de Argileriis 1314.
Le toponyme signifie « terrain argileux », « lieu où  abonde l'argile ».

## Histoire
La commune devrait changer d’intercommunalité au 1er janvier 2022.

## Politique et administration
| Période                                  | Période  | Identité         | Étiquette | Qualité       |
| ---------------------------------------- | -------- | ---------------- | --------- | ------------- |
| avant 1981                               | ?        | Edmond Cathebras | DVG       |               |
| mars 2001                                | 2014     | Daniel Roux      | DVG       |               |
| mars 2014                                | En cours | Laurent Boucarut | ECO       | Fonctionnaire |
| Les données manquantes sont à compléter. |          |                  |           |               |

## Démographie

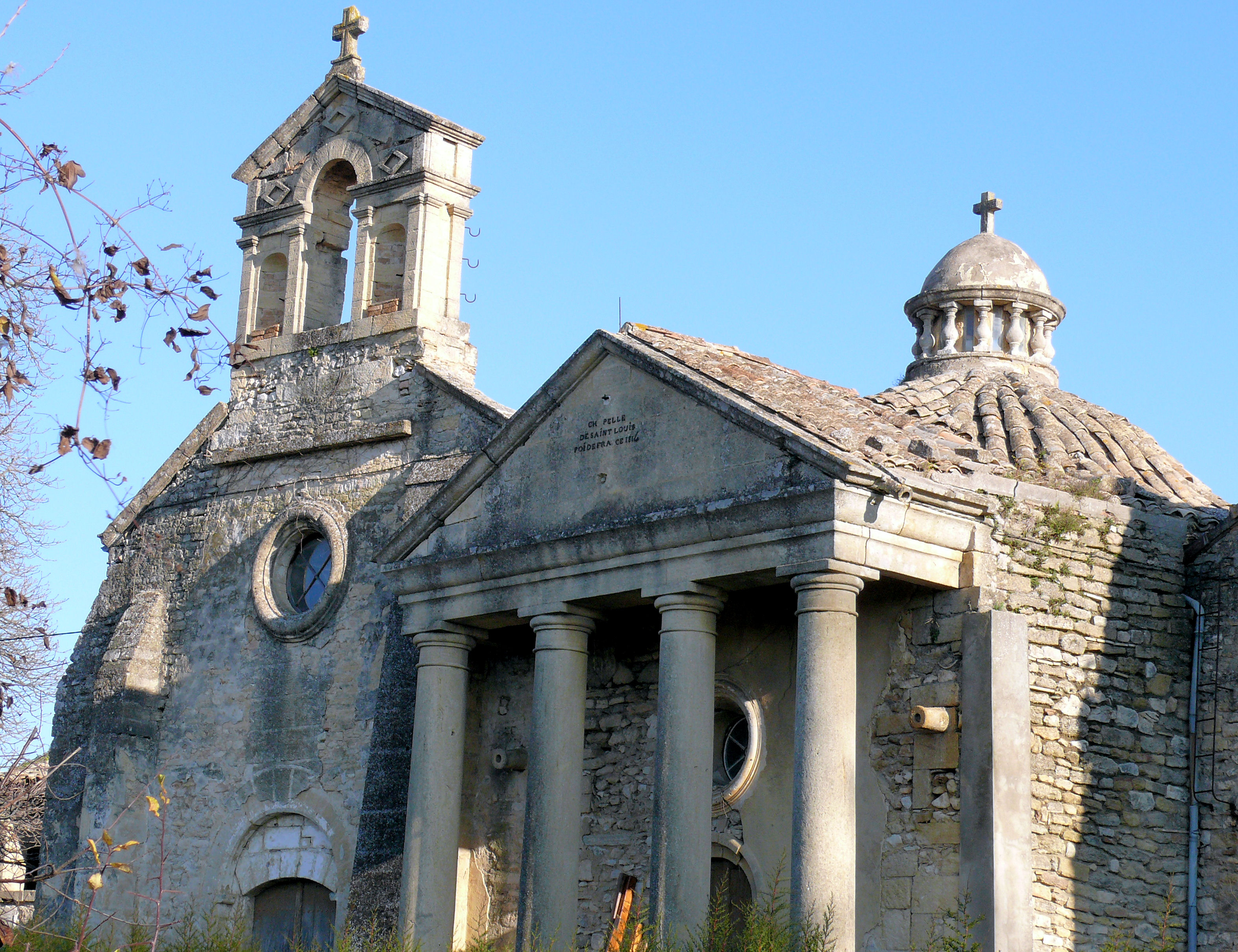
Domaine de Castille - Église et chapelle.

L'évolution du nombre d'habitants est connue à travers les recensements de la population effectués dans la commune depuis 1793. Pour les communes de moins de 10 000 habitants, une enquête de recensement portant sur toute la population est réalisée tous les cinq ans, les populations de référence des années intermédiaires étant quant à elles estimées par interpolation ou extrapolation. Pour la commune, le premier recensement exhaustif entrant dans le cadre du nouveau dispositif a été réalisé en 2004.

En 2022, la commune comptait 441 habitants, en évolution de −10,91 % par rapport à 2016 (Gard : +2,97 %, France hors Mayotte : +2,11 %).
| 1793 | 1800 | 1806 | 1821 | 1831 | 1836 | 1841 | 1846 | 1851 |
| ---- | ---- | ---- | ---- | ---- | ---- | ---- | ---- | ---- |
| 121  | 117  | 122  | 138  | 122  | 113  | 123  | 120  | 103  |

| 1856 | 1861 | 1866 | 1872 | 1876 | 1881 | 1886 | 1891 | 1896 |
| ---- | ---- | ---- | ---- | ---- | ---- | ---- | ---- | ---- |
| 120  | 121  | 104  | 94   | 115  | 121  | 122  | 128  | 110  |

| 1901 | 1906 | 1911 | 1921 | 1926 | 1931 | 1936 | 1946 | 1954 |
| ---- | ---- | ---- | ---- | ---- | ---- | ---- | ---- | ---- |
| 98   | 118  | 86   | 80   | 100  | 93   | 80   | 61   | 62   |

| 1962 | 1968 | 1975 | 1982 | 1990 | 1999 | 2004 | 2006 | 2009 |
| ---- | ---- | ---- | ---- | ---- | ---- | ---- | ---- | ---- |
| 69   | 74   | 76   | 96   | 120  | 193  | 267  | 284  | 354  |

| 2014 | 2019 | 2022 | - | - | - | - | - | - |
| ---- | ---- | ---- | - | - | - | - | - | - |
| 467  | 456  | 441  | - | - | - | - | - | - |

## Économie

### Revenus
En 2018  (données Insee publiées en septembre 2021), la commune compte 174 ménages fiscaux, regroupant 461 personnes. La médiane du revenu disponible par unité de consommation est de 22 150 € (20 020 € dans le département).

### Emploi
|                | 2008   | 2013  | 2018   |
| -------------- | ------ | ----- | ------ |
| Commune        | 4,4 %  | 7,8 % | 10,2 % |
| Département    | 10,6 % | 12 %  | 12 %   |
| France entière | 8,3 %  | 10 %  | 10 %   |

En 2018, la population âgée de 15 à 64 ans s'élève à 303 personnes, parmi lesquelles on compte 74,2 % d'actifs (64,1 % ayant un emploi et 10,2 % de chômeurs) et 25,8 % d'inactifs,. En  2018, le taux de chômage communal (au sens du recensement) des 15-64 ans est inférieur à celui du département, mais supérieur à celui de la France, alors qu'en 2008 il était inférieur à celui de la France.
La commune fait partie de la couronne de l'aire d'attraction d'Uzès, du fait qu'au moins 15 % des actifs travaillent dans le pôle,. Elle compte 70 emplois en 2018, contre 102 en 2013 et 65 en 2008. Le nombre d'actifs ayant un emploi résidant dans la commune est de 197, soit un indicateur de concentration d'emploi de 35,3 % et un taux d'activité parmi les 15 ans ou plus de 61,7 %.
Sur ces 197 actifs de 15 ans ou plus ayant un emploi, 30 travaillent dans la commune, soit 15 % des habitants. Pour se rendre au travail, 93,2 % des habitants utilisent un véhicule personnel ou de fonction à quatre roues, 0,5 % les transports en commun, 1 % s'y rendent en deux-roues, à vélo ou à pied et 5,2 % n'ont pas besoin de transport (travail au domicile).

### Activités hors agriculture
39 établissements sont implantés  à Argilliers au 31 décembre 2019. Le tableau ci-dessous en détaille le nombre par secteur d'activité et compare les ratios avec ceux du département,.
| Secteur d'activité                                                                                        | Commune | Commune | Département |
| Secteur d'activité                                                                                        | Nombre  | %       | %           |
| --- | ------- | ------- | ----------- |
| Ensemble                                                                                                  | 39      |         |             |
| Industrie manufacturière, industries extractives et autres                                                | 4       | 10,3 %  | (7,9 %)     |
| Construction                                                                                              | 11      | 28,2 %  | (15,5 %)    |
| Commerce de gros et de détail, transports, hébergement et restauration                                    | 10      | 25,6 %  | (30 %)      |
| Information et communication                                                                              | 2       | 5,1 %   | (2,2 %)     |
| Activités immobilières                                                                                    | 2       | 5,1 %   | (4,1 %)     |
| Activités spécialisées, scientifiques et techniques et activités de services administratifs et de soutien | 3       | 7,7 %   | (14,9 %)    |
| Administration publique, enseignement, santé humaine et action sociale                                    | 4       | 10,3 %  | (13,5 %)    |
| Autres activités de services                                                                              | 3       | 7,7 %   | (8,8 %)     |

Le secteur de la construction est prépondérant sur la commune puisqu'il représente 28,2 % du nombre total d'établissements de la commune (11 sur les 39 entreprises implantées  à Argilliers), contre 15,5 % au niveau départemental.

### Agriculture
|               | 1988 | 2000 | 2010 | 2020 |
| ------------- | ---- | ---- | ---- | ---- |
| Exploitations | 11   | 9    | 7    | 7    |
| SAU (ha)      | 189  | 205  | 281  | 479  |

La commune est dans les Garrigues, une petite région agricole occupant le centre du département du Gard. En 2020, l'orientation technico-économique de l'agriculture  sur la commune est la polyculture et/ou le polyélevage. Sept exploitations agricoles ayant leur siège dans la commune sont dénombrées lors du recensement agricole de 2020 (onze en 1988). La superficie agricole utilisée est de 479 ha,,.

## Culture locale et patrimoine

### Lieux et monuments
- Église Notre-Dame-de-l'Assomption d'Argilliers.
- Chapelle Saint-Louis-Roi-de-France d'Argilliers.
- Pont de Bornègre, partie de l'Aqueduc de Nîmes ;
- Le Château de Castille et son parc[26],[27] : la seigneurie d'Argilliers est devenue la baronnie de Castille en 1748. En 1773, la baronnie est héritée par Gabriel-Joseph de Froment d'Argilliers (1747-1826). Le baron de Castille fait remanier le vieux château du XVIIe siècle vers 1785. Le baron est arrêté en 1794. Le château est pillé. On sait par une lettre du baron à la comtesse d'Albany qu'il est en train de construire des espèces de temples monoptères en 1804.
Le vieux château est un bâtiment rectangulaire cantonné de tours rondes. Le baron ajouta des colonnes. Le château est précédé de colonnades dont le baron a probablement voulu qu'elles rappellent la place Saint-Pierre du Bernin. Il ajouta des fabriques. Les travaux ont duré jusqu'en 1815. Le baron est mort en 1826. Depuis, une partie des fabriques a disparu.
Après la mort du baron, l'indifférence va entraîner la ruine du jardin et de ses fabriques.
Le château est acheté en 1924 par Paul Grousset à M. Seguin, héritier des barons de Castille. Le château et la colonnade sont inscrits à l'Inventaire supplémentaire des Monuments historiques en 1927. Le propriétaire s'inquiète du coût des travaux d'entretien. En 1929, on informe le ministre de l'Instruction publique et des Beaux-Arts qu'une partie des fabriques a été vendue à un Américain en 1929. Paul Grousset écrit à l'État qu'il souhaite vendre par partie des éléments de son château et que si l'État ne lui achète pas, il continuera à vendre les fabriques avant leur ruine totale. Des estimations des coûts des travaux de restauration sont faites en 1930 et 1934. Le château est racheté en 1950 par Douglas Cooper (en) pour y mettre sa collection d'art moderne. Il y a invité Pablo Picasso qui y fait des dessins gravés à la meule dans une galerie. La collection disparaît en 1977.
Plusieurs campagnes de restauration ont été entreprises à partir de 1962. La façade, la toiture, les communs, la « salle à manger à l'antique » et la colonnade sont classés Monuments historiques le 4 novembre 1983. Le château est remis en vente depuis.

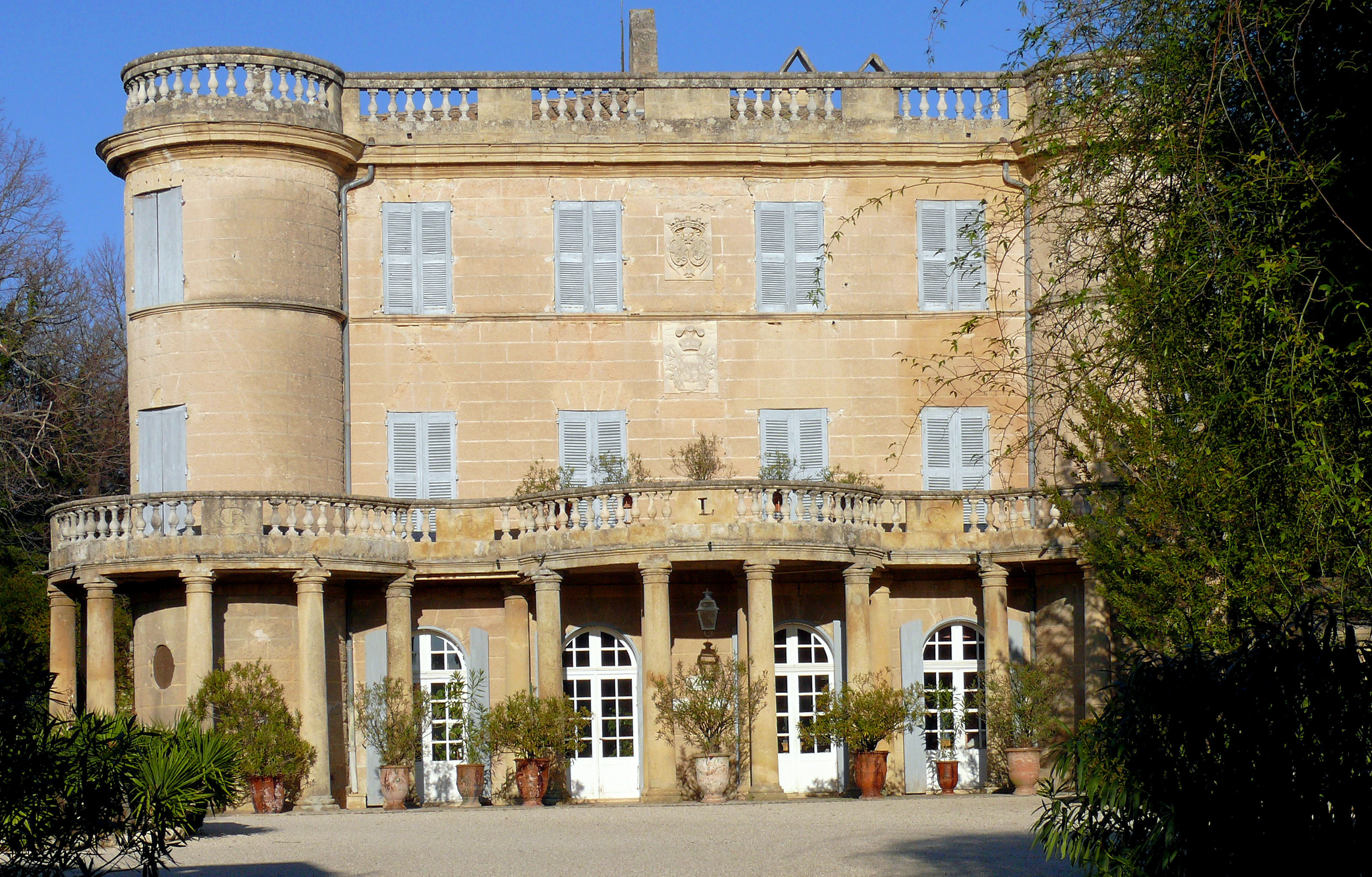
Château de Castille.
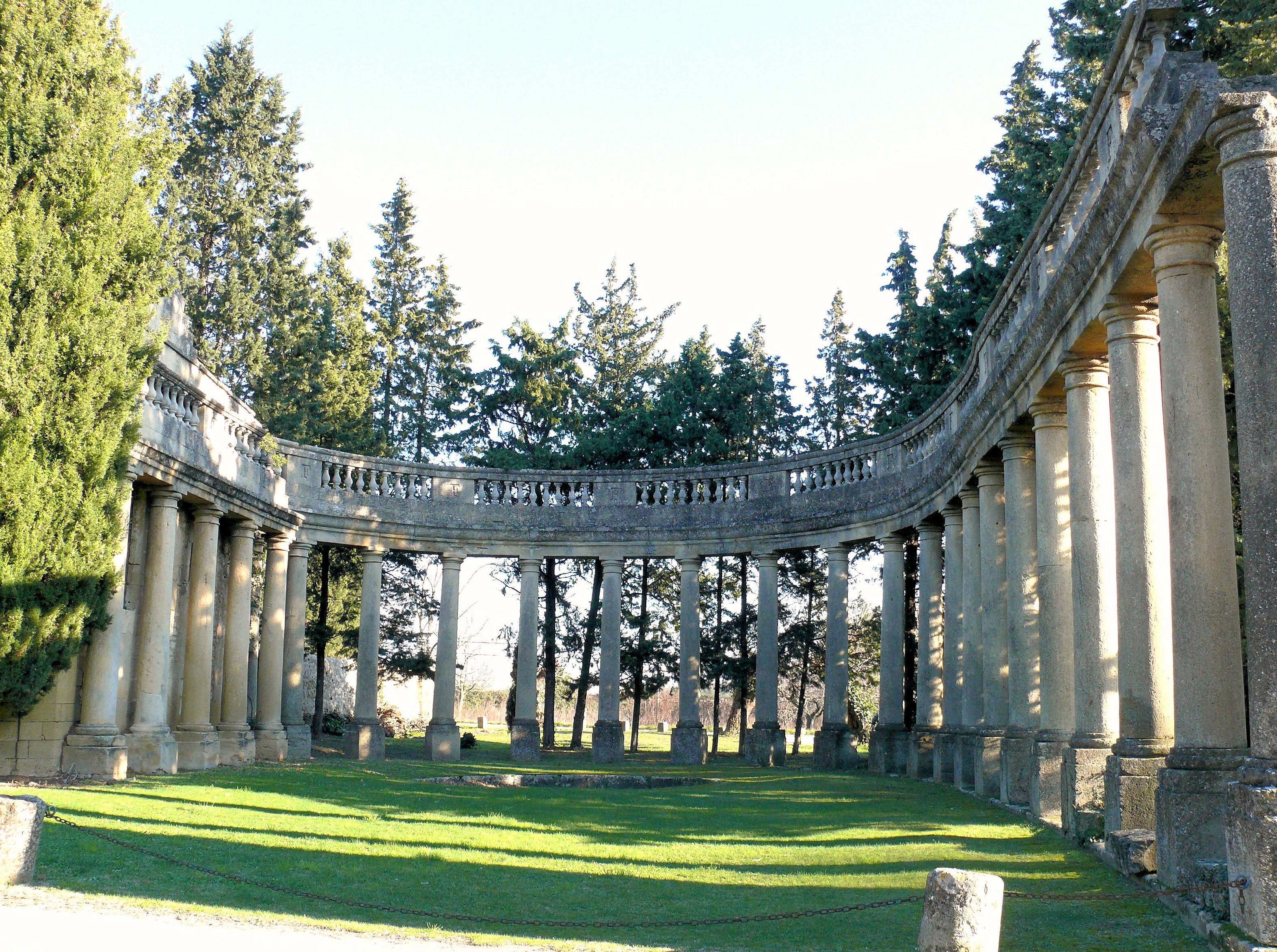
Château de Castille - Colonnade de l'entrée rappelant la place Saint-Pierre à Rome.
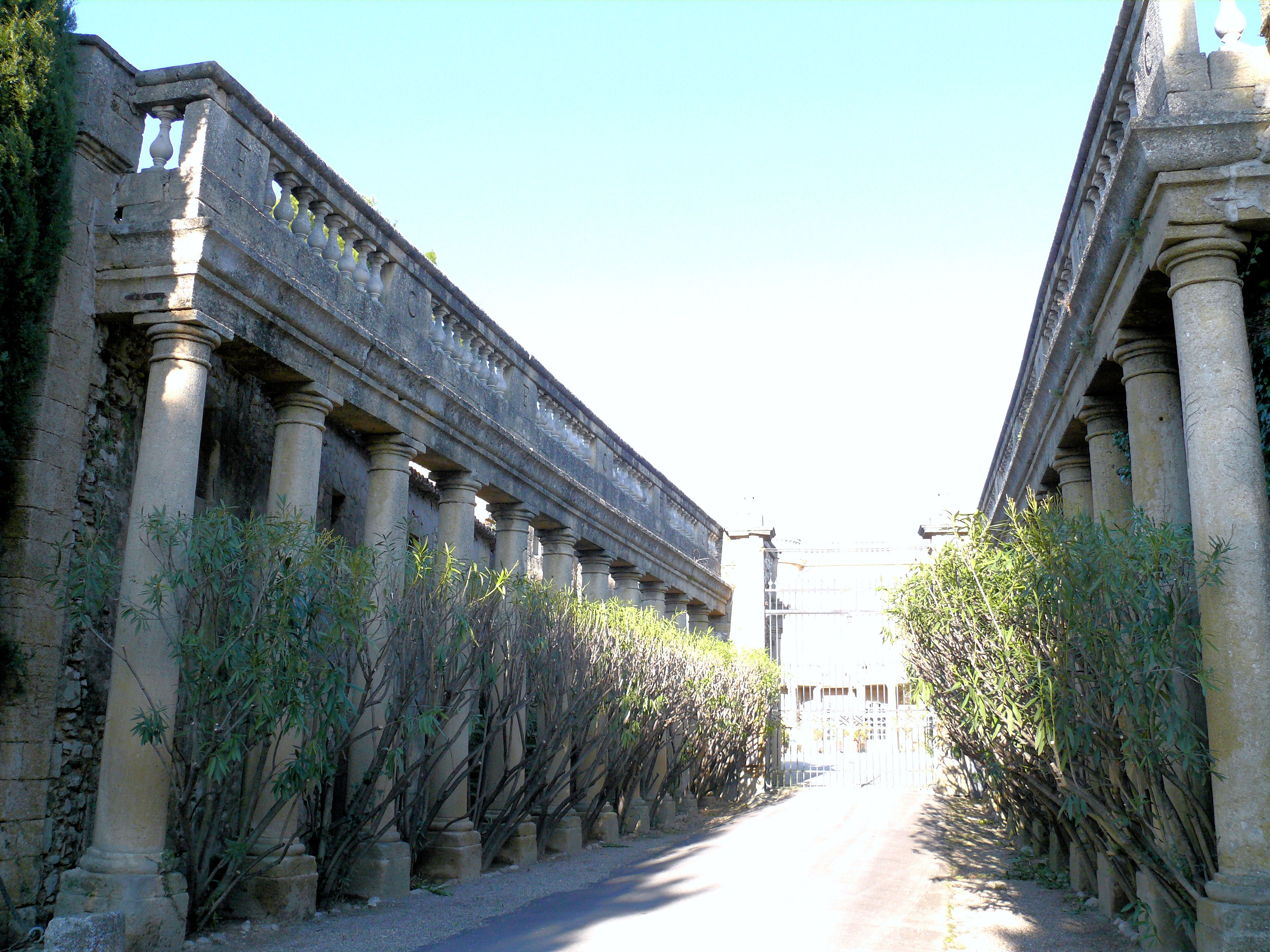
Colonnade de l'entrée du château de Castille.
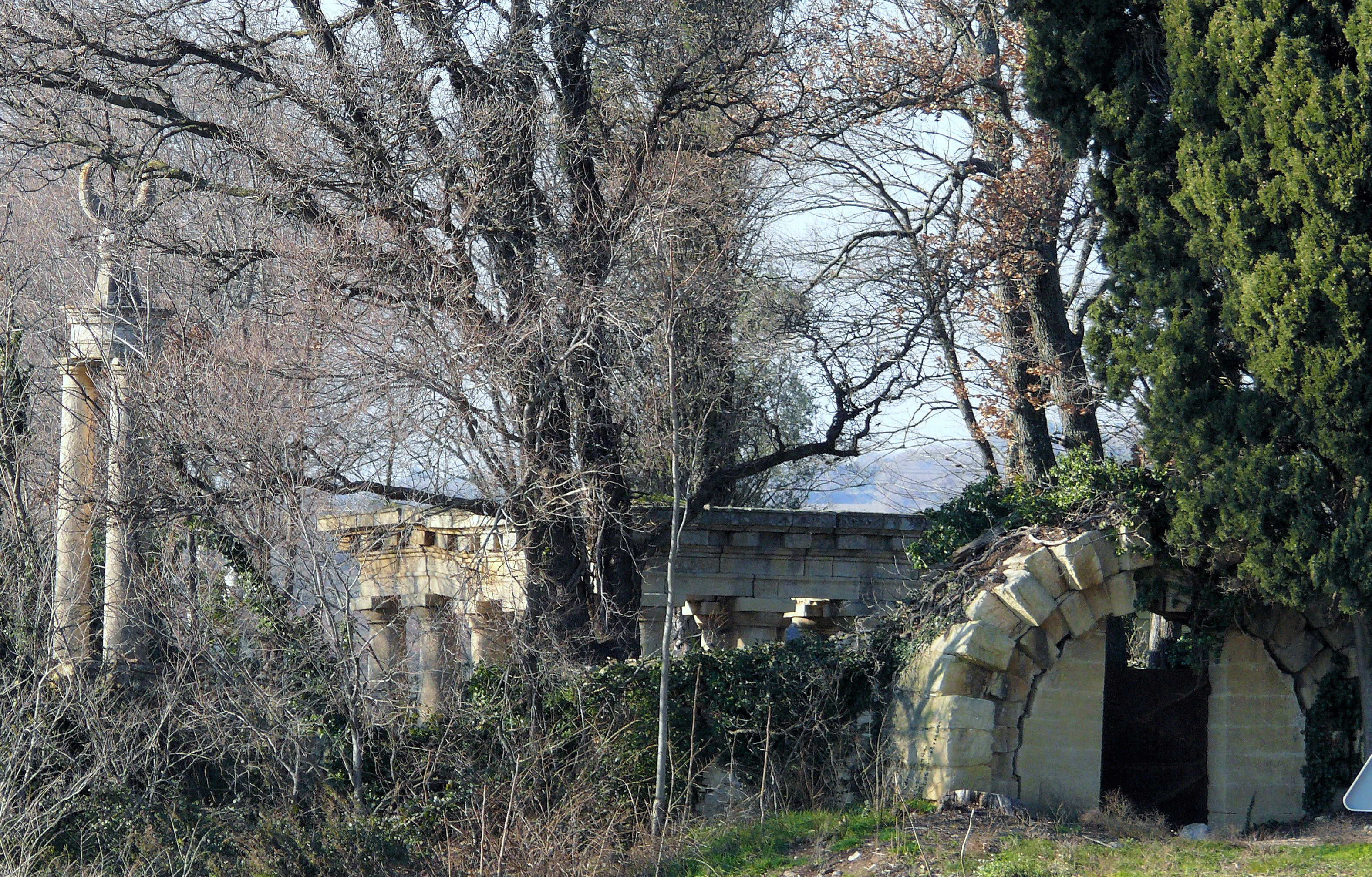
Cimetière du domaine de Castille avec le cénotaphe à la mémoire du fils aîné du baron mort à la bataille d'Essling.

### Gabriel Joseph de Froment Fromentès

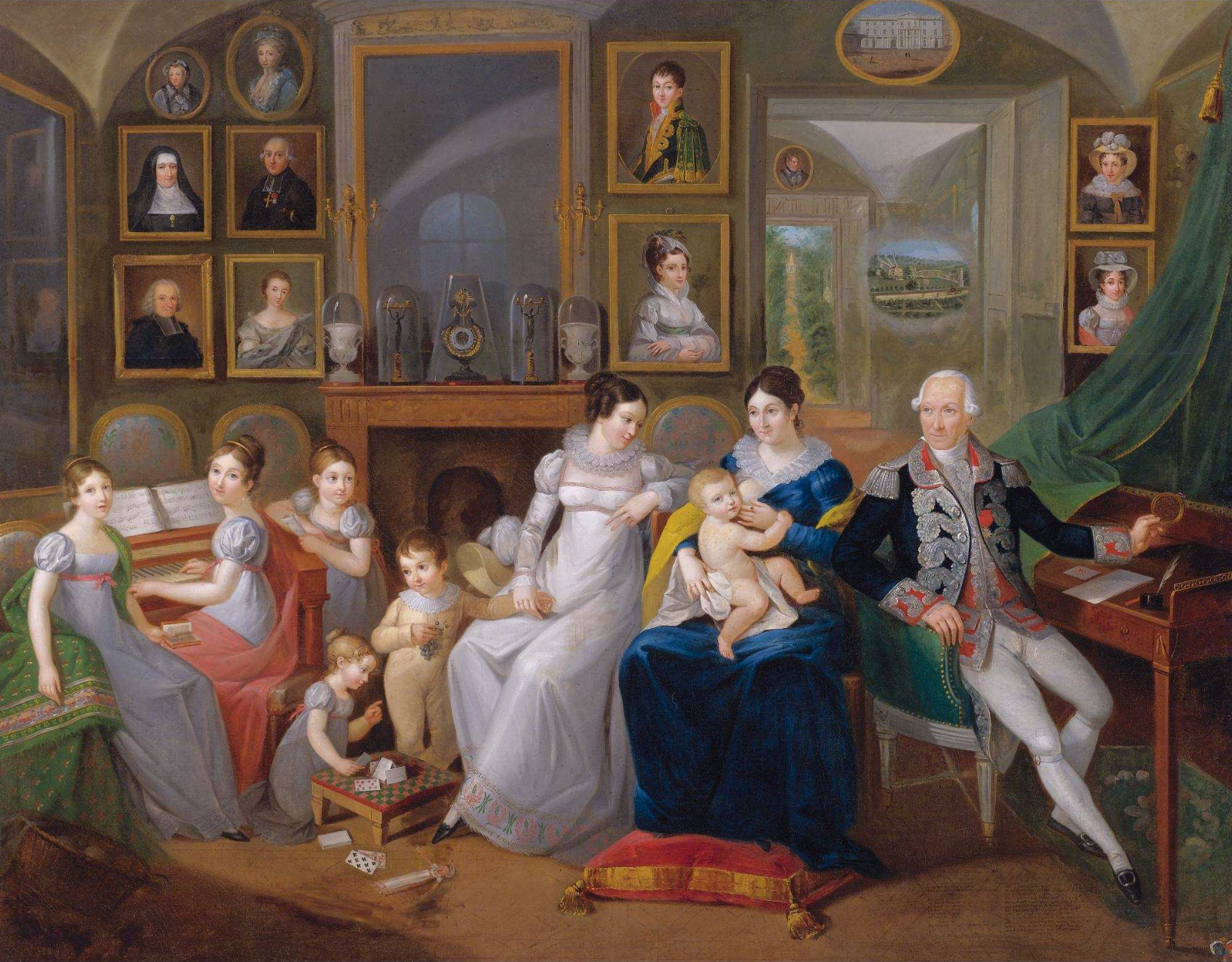
Gabriel Joseph de Froment, baron de Castille (1747-1826) et sa femme la princesse Hermine Aline Dorothée de Rohan (1785-1843) avec leur famille.

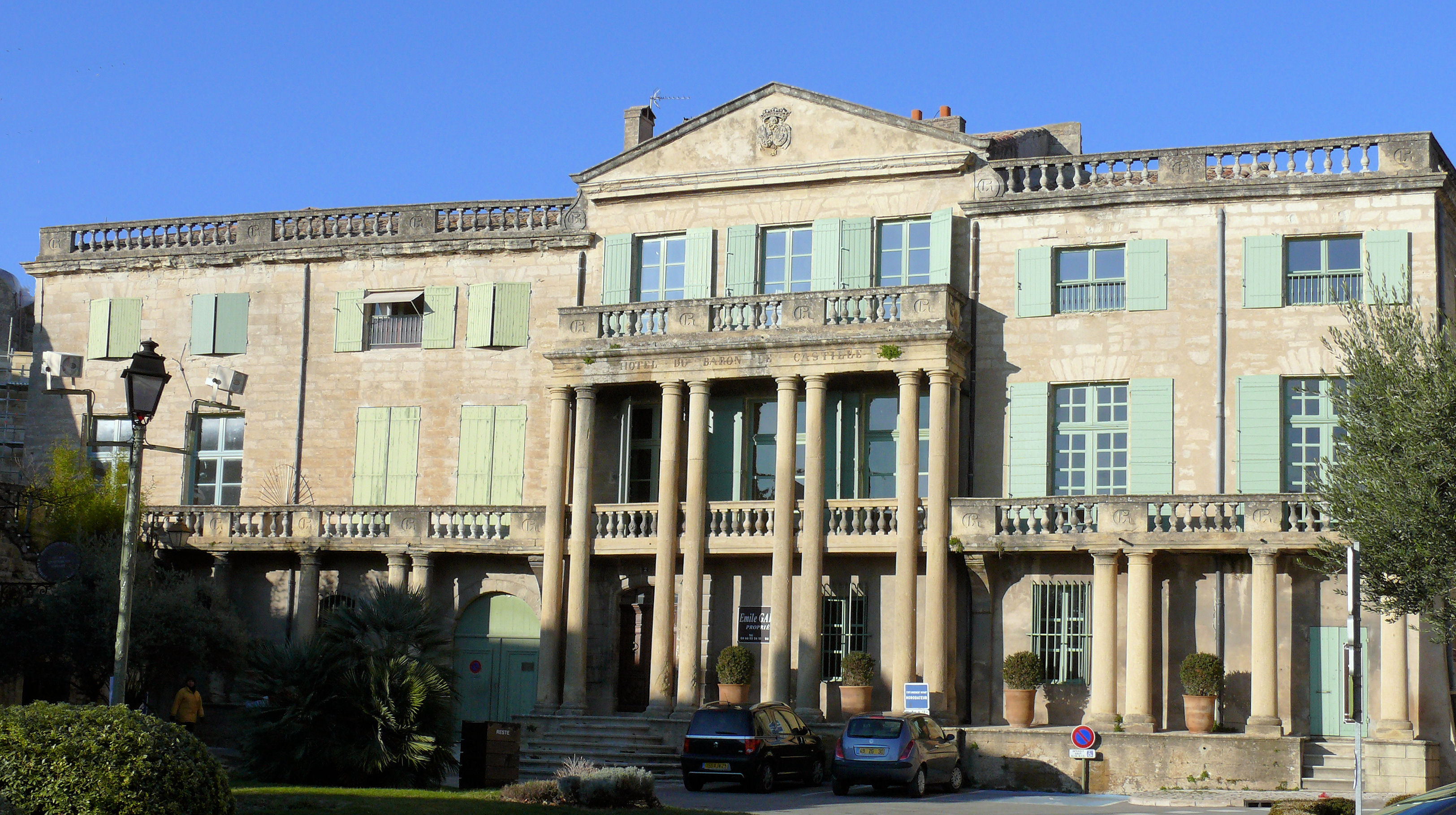
L'ancien hôtel du baron de Castille à Uzès.

Gabriel Joseph de Froment Fromentès, est baron de Castille, baron de Ranymenc (Uzès 3 février 1747 - Uzès 19 mars 1826). Il descend d'une famille marchande et bourgeoise d'Uzès, anoblie par l'achat de l'office de trésorier de France à La Rochelle. Il est page de la Grande Écurie du roi en 1762, officier au régiment des Gardes-Françaises en 1766. Il hérite en 1773 de la baronnie de Castille qui a été constituée par lettres-patentes d'avril 1748 par réunion des terres de Castille et d'Argilliers. Il ne s'y installe que dix ans plus tard.
Il est nommé lieutenant du roi en Languedoc pour le Bas-Virarais par lettres-patentes du 9 août 1785 et prête serment dans les mains du roi le 4 septembre 1785. Lieutenant-colonel, il est licencié du régiment des Gardes-Françaises quand celui-ci est dissout, le 31 août 1789.
Entre 1777 et 1783, il va parcourir l'Europe. On connaît par ses écrits son voyage en Italie entre juin 1778 et février 1779 pendant lequel il visite Rome, Pompéi et Herculanum. Il rencontre à Florence la comtesse d'Albany en 1778 et la retrouve à Paris en 1787. Grâce aux recommandations de Madame du Deffand, il rencontre Horace Walpole, amateur de jardin, pendant son voyage en Angleterre en 1777. Il visite la Hollande et Spa en 1779. Il est en Suisse en 1781 et 1782. Il fait un second voyage en Angleterre en 1783. Il a aussi effectué des voyages en France, et en particulier dans le Languedoc.
Le baron appartient à la franc-maçonnerie, et en particulier à la loge des Neuf Sœurs, en 1783. Cette loge avait reçu Voltaire peu avant sa mort et Benjamin Franklin. Pierre Chevalier notait dans son Histoire de la Franc-maçonnerie française que pour être membre il fallait ...un talent quelconque, soit en fait d'art, soit en fait de science et avoir déjà donné une preuve publique et suffisante de ce talent. Il faisait aussi partie de sociétés de pensée comme la Musée en 1782-1783 et l' Harmonie de France à partir de 1786. Pendant son voyage en Italie, il a été reçu à l'Académie des Arcades.
De 1792 à 1793, il réside à Lyon. En 1793, son château de Castille est pillé et la bibliothèque incendiée. Il est arrêté à Uzès en 1794 et emprisonné. Il sort de prison après le 9 thermidor, il est alors ruiné. Après sa libération, il va passer son temps à refaire sa fortune et à restaurer son château.
Il va commencer le chantier de son domaine par entourer de colonnes le château et les communs avant 1804. De son voyage en Italie lui est venu son goût pour les colonnes comme il l'écrit dans sa lettre du 15 mai 1804 à Louise de Stolberg-Gedern, comtesse d'Albany : « J'ai pris un tel goût pour les colonnes en Italie que je viens de créer dans mes jardins, dans ma cour, quatre espèces de temples monoptères ».
Le baron construit autour du château, dans un parc à l'anglaise, des fabriques comme il l'explique dans une lettre à la comtesse d'Albany : « Je réalise chez moi ce que j'ai vu et qui m'a plus ailleurs ; chaque point de vue me présente une fabrique, un kiosque, un ermitage ou le bassin d'eau entouré de colonnes, un puits en forme de temple. ». Cinq allées partent de l'arrière du château. Une allée mène au belvédère, une autre à un temple circulaire dédié à la première femme du baron. On trouvait d'autres fabriques avec des colonnes : les Colonnes de la l'olivier de la Paix de 1806 pour célébrer la paix de Presbourg, un kiosque circulaire avec des colonnes surmonté d'une construction rappelant la tour Fenestrelle d'Uzès, le cénotaphe construit à la mémoire de son fils aîné tué à la bataille d'Essling fait de trois colonnes surmontées d'un entablement circulaire avec un globe, un croissant et une croix. La colonne à la gloire de Napoléon édifiée en 1806 est renversée en 1814. Un arc triomphal complété d'une pyramide de base rectangulaire est appelé « Arc de la Restauration » après 1814. Le baron fait réaliser des gravures représentant le château et le parc en 1812, 1820 et vers 1823. La construction s'achève avec la réalisation de la pyramide-cénotaphe à la mémoire de la comtesse d'Albany, en 1824.
Il a été marié en 1782 avec Épiphanie, fille du comte du Long du Longuo d'une famille de Sienne, décédée en 1794, puis le 8 novembre 1809 avec la princesse Herminie Aline Dorothée de Rohan-Rochefort (Paris 1785 - Paris 27 mai 1843), fille du prince Charles Louis Gaspard de Rohan-Rochefort (1765-1843) et de la princesse Marie Louise de Rohan-Guéménée (1765-1839).
Sur l'acte de naissance de sa fille Blanche, à Uzès, en 1813, on trouve les indications suivantes : baron de Castille, baron de l'Empire avec majorat de l'Ordre impérial de la Réunion, maire d'Argillers, lieutenant de louveterie du Gard, ancien lieutenant-colonel d'infanterie, ancien chevalier de Saint-Louis.
Par un acte du tribunal d'Uzès du 19 août 1819, il a été autorisé à ajouter à son nom de Froment celui de Fromentès.
Il a acheté en 1804 le palais épiscopal d'Uzès, puis il a construit en 1818 l'hôtel du baron de Castille sur la place de l'Évêché où il a donné libre cours à sa passion pour les colonnes « non canoniques ». On peut remarquer sur la façade le chiffre « C.R » pour Castille et Rohan.

## Héraldique
| Blason de Argilliers | Blason  | D'azur au pal losangé d'argent et de sable. |
| Blason de Argilliers | Détails |                                             |